# NGC 6639
NGC 6639 est un amas ouvert situé dans la constellation de l'Écu de Sobieski. Il a été découvert par l'astronome britannique John Herschel en 1826.

## Observation

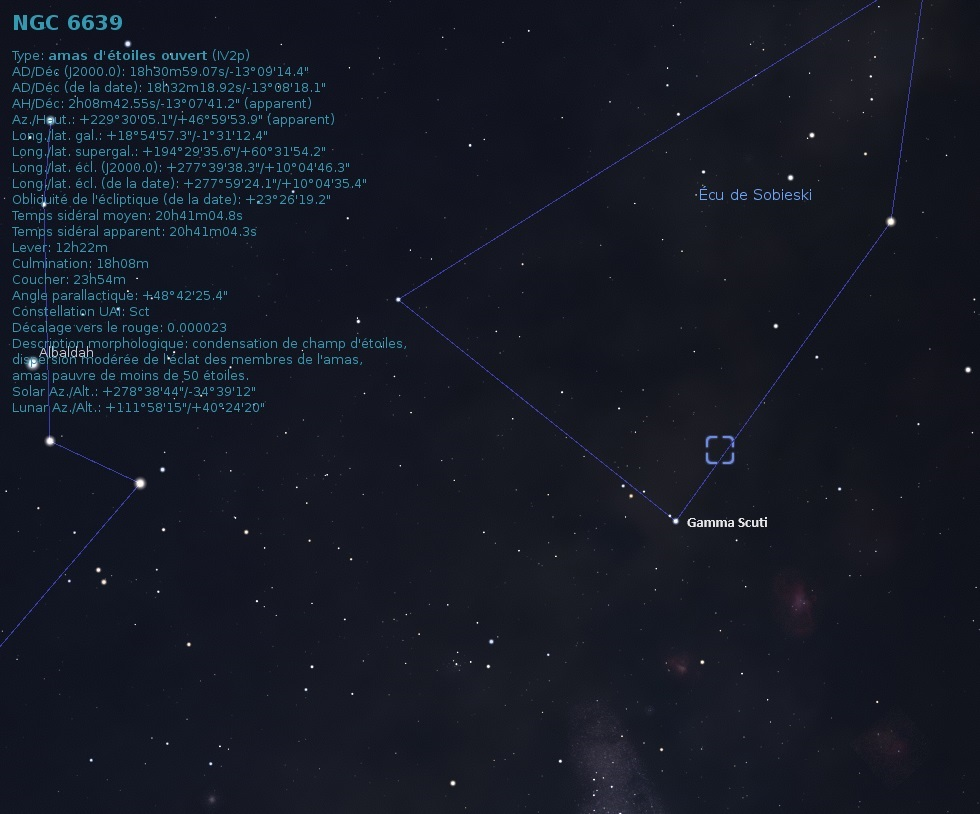
Emplacement de NGC 6639 dans la constellation du Sagittaire.

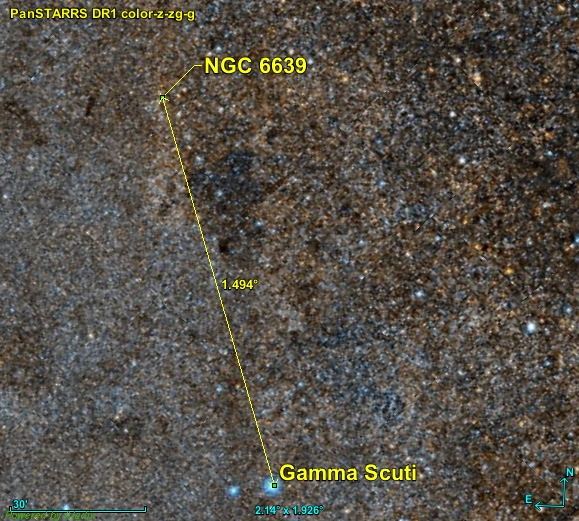
Position de NGC 6639 par rapport Gamma Scuti.

NGC 6639 est situé à environ 1,5 degrés au nord-est de l'étoile Gamma Scuti.

## Caractéristiques
Selon une publication parue en 2017, la vitesse de l'amas est égale à 7,0 ± 1,8 km/s. Selon une autre publication publiée en 2018, sa distance est égale à environ 765 (∼).
Cet amas a été peu étudié. Seulement 16 étoiles dans la région de l'amas avaient été observées en date de l'année 1961.